# Choi Sung-won
Dans ce nom coréen, le nom de famille, Choi, précède le nom personnel.
Choi Min-woo, né le 17 janvier 1985, est un acteur sud-coréen plus connu sous le nom de scène Choi Sung-won. Il a commencé à être reconnu grâce à son rôle de Sung No-eul dans le drama coréen Reply 1988 (2015), un troisième volet de la série Reply de la chaîne câblée tvN.

## Biographie
En mai 2016, Choi Min-woo est diagnostiqué d'une leucémie aiguë. Afin de se concentrer sur son rétablissement, son agence a déclaré qu'il avait décidé de quitter le drama Mirror of the Witch. En février 2017, il a été révélé que son état s'améliorait continuellement et qu'il reviendrait par le biais d'une pièce de théâtre intitulée Miracles of the Namiya General Store. En juillet 2017, son agence a révélé qu'il était complètement guéri.

## Filmographie

### Cinéma
- 2014 : Slow Video : Loan shark
- 2015 : The Accidental Detective : Rookie
- 2017 : The Prison
- 2018 : The Accidental Detective 2: In Action : Jo Young-chul

### Télévision
- 2011 : Drama Special - Our Happy Youth : Hyeong-joo
- 2012 : Drama Special - The Disappearance of the Member of Parliament : Go Geum-ha
- 2015 : Drama Special - The Wind Blows to the Hope : Détective Kang
- 2015-2016 : Reply 1988 : Sung No-eul
- 2016 : Mirror of the Witch : Dong-rae
- 2017 : Prison Playbook : Jo Ki Chul
- 2018 : Miracle That We Met : Ha l'assistant de direction
- 2018 :  My ID Is Gangnam Beauty : Song Jung-ho
- 2018 : Absolute Boyfriend

### Émissions de télévision
- 2016 : King of Mask Singer, "I'm on the Green Grass in the Meadow" (épisodes 51-52) sur MBC.

### Comédies musicales
- 2007-2013 : Finding Mr. Destiny : Peter
- 2010 : Oh! While You Were Sleeping
- 2013 : The Goddess is Watching
- 2013 : Black Mary Poppins : Jonas Engels
- 2020 : The Man Who Laughs : Lord David Dirry-Moir

### Théâtre
- 2011 : A Dramatic Night
- 2017 : Miracles of the Namiya General Store